# Établissement rural (Russie)

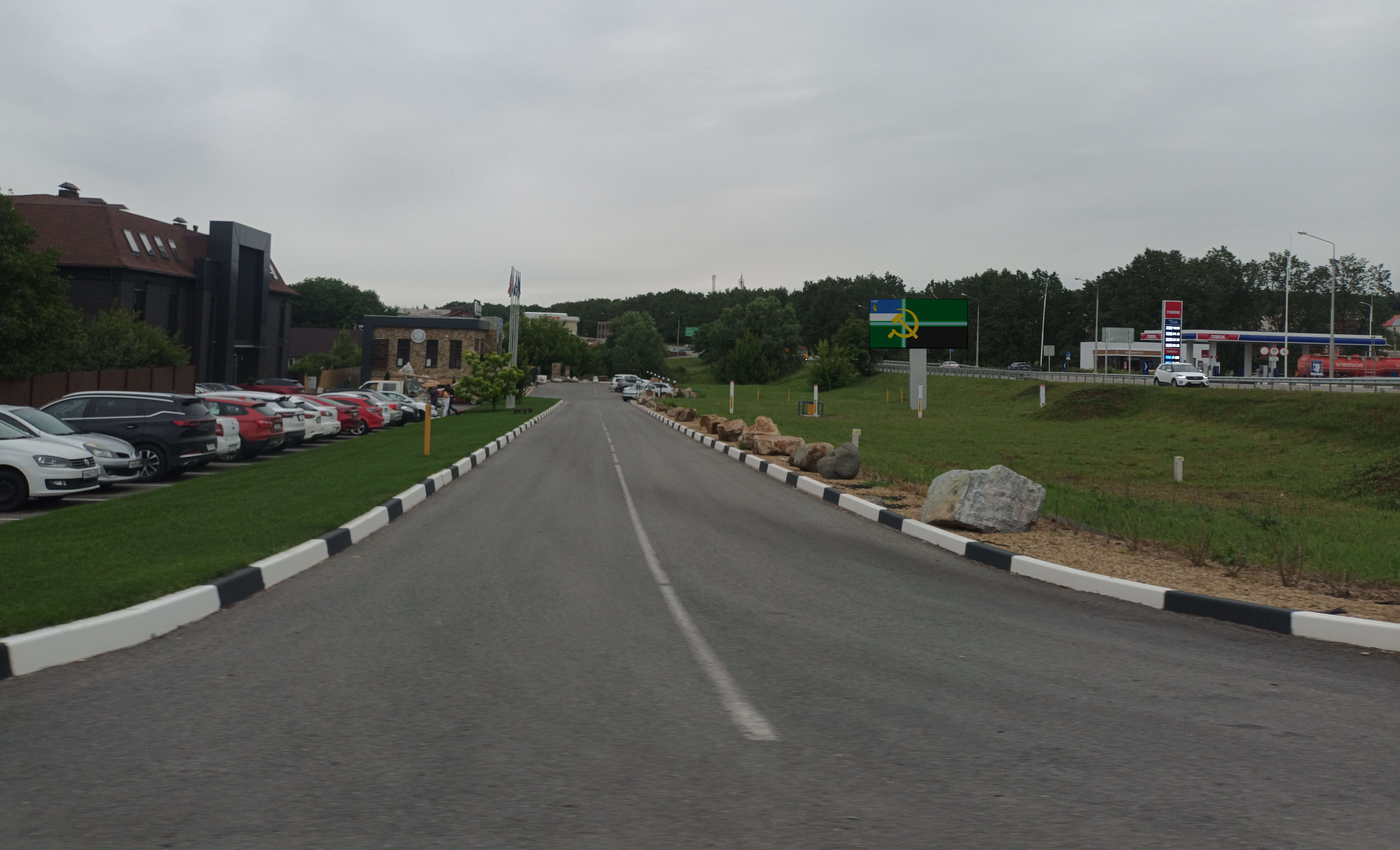
Photos du village de Tavrovo.

Un établissement rural (ou municipalité rurale, conseil rural, ou autres) est une division politique autonome en Russie. Un établissement rural est composé d'une ou plusieurs communautés rurales contiguës : villes, villages, hameaux, Khoutor, exurbs, stations balnéaires, villas, stanitsas (établissements cosaques), kishlaks (en) (établissements de peuples turcs), aouls (villages fortifiés du Caucase), ou tout autre genre. L'autorité politique dans les agglomérations rurales est exercée par les habitants, soit directement, soit par l'intermédiaire d'organes élus (ou autrement constitués).
Un établissement rural est une subdivision d'un raïon, une entité politique créée dans le cadre des réformes municipales en 2004. Avant 2004, les raïons, hérités de l'Union soviétique, étaient la division primaire juste après l'oblast. Un district municipal peut, en plus ou à la place des établissements ruraux, comprendre des agglomérations urbaines, qui sont composées de diverses communes urbaines.
Le terme «établissement rural» peut également être utilisé dans son sens générique pour désigner tout lieu rural habité.

## Caractéristiques
| Municipalités de Russie au 01.01.2021 | Municipalités de Russie au 01.01.2021 | Municipalités de Russie au 01.01.2021                          | Niveau (selon OKTMO (ru)) | Niveau (selon OKTMO (ru)) | Total  |
| ------------------------------------- | ------------------------------------- | -------------------------------------------------------------- | ------------------------- | ------------------------- | ------ |
| Type de municipalité                  | Type de municipalité                  | Type de municipalité                                           | I                         | II                        | Total  |
| Raïons municipaux                     | Raïons municipaux                     | Raïons municipaux                                              | 1606                      | -                         | 1606   |
| Okrougs municipaux                    | Okrougs municipaux                    | Okrougs municipaux                                             | 100                       | -                         | 100    |
| Okrougs urbains                       | 633                                   | sans division intra-okroug                                     | 630                       | -                         | 633    |
| Okrougs urbains                       | 633                                   | avec division intra-okroug (ru)                                | 3                         | -                         | 3      |
| Municipalité intra-urbaine (ru)       | 286                                   | territoire intra-urbain d'une ville d'importance fédérale (ru) | 267                       | -                         | 267    |
| Municipalité intra-urbaine (ru)       | 286                                   | avec raïons intra-urbains (ru)                                 | -                         | 19                        | 19     |
| Établissement rural                   | Établissement rural                   | Établissement rural                                            | -                         | 16 332                    | 16 332 |
| Établissement urbain (ru)             | Établissement urbain (ru)             | Établissement urbain (ru)                                      | -                         | 1346                      | 1346   |
| Total                                 | Total                                 | Total                                                          | 2606                      | 17 697                    | 20 303 |

L'établissement rural en tant que division politique formelle a été prévu dans la loi de 2003 « sur les principes généraux de l'organisation de l'administration locale dans la fédération de Russie », qui a été promulguée dans le cadre de la réforme municipale. Les établissements ruraux correspondent souvent à un « conseil de village » datant de l'époque soviétique, ou à une « paroisse » dans les périodes pré-soviétiques et post-soviétiques.
Dans certaines régions, le terme « conseil de village » est encore utilisé comme synonyme des établissements ruraux, et même encore utilisé dans les noms officiels d'entités, par exemple le conseil du village de Novinsky dans le raïon de Bogorodsky (en) de l'oblast de Nijni Novgorod.
Les établissements ruraux servent de centre administratif pour des localités, qui sont définies comme tenant compte des traditions locales et des infrastructures sociales existantes. L'établissement rural est l'organe représentatif le plus bas de la fédération de Russie.
En règle générale, un établissement rural comprendra soit une communauté rurale de 1 000 habitants ou plus, soit plusieurs communautés rurales de moins de 1 000 habitants chacune. Dans les zones à plus forte densité de population, un établissement rural peut être composé soit d'une communauté rurale de 3 000 habitants ou plus, soit de plusieurs communautés rurales de moins de 3 000 habitants chacune.
La population des établissements ruraux varie généralement de quelques dizaines de personnes à 15 000 ou 20 000 habitants. Il existe des agglomérations rurales de plus de 30 000 habitants, et l'agglomération rurale la plus peuplée, Sounja en Ingouchie, comptait plus de 60 000 habitants au recensement de 2013.
Les limites d'une agglomération rurale (lorsqu'elle est composée de deux communautés ou plus) sont généralement définies pour permettre à une personne de se rendre à pied au centre administratif et de revenir en moins d'une journée. Des exceptions sont faites pour les zones à faible densité de population et pour les zones éloignées et inaccessibles.
| Années | Nombre d'établissements ruraux (au 1er janvier) |
| ------ | ----------------------------------------------- |
| 2010   | 19 591                                          |
| 2011   | 18 996                                          |
| 2012   | 18 883                                          |
| 2013   | 18 772                                          |
| 2014   | 18 525                                          |